# Luiza Andaluz
 (janvier 2018).
Si vous disposez d'ouvrages ou d'articles de référence ou si vous connaissez des sites web de qualité traitant du thème abordé ici, merci de compléter l'article en donnant les références utiles à sa vérifiabilité et en les liant à la section « Notes et références ».
Luiza Andaluz, née le 12 février 1877 et décédée le 20 août 1973, est une religieuse catholique portugaise, fondatrice de la congrégation des Servantes de Notre-Dame de Fatima. Elle est reconnue vénérable par l'Église catholique.

## Biographie
Luiza Andaluz est issue d'une famille profondément croyante. Dès l'âge de 14 ans, le cardinal José Sebastião d'Almeida Neto, impressionné par la foi de la jeune fille, lui demande de rejoindre un groupe de pieuses femmes qui œuvrent pour les enfants pauvres, ce qu'elle fera. Dans le climat anticlérical régnant alors sur le Portugal, Luiza va lancer des projets pastoraux, faire le catéchisme et fonder des écoles. À l'âge de 38 ans, elle se sent appelée à la vie religieuse et fait un essai chez les carmélites. En 1915, elle sent que sa place n'est finalement pas ici et qu'elle doit créer une nouvelle congrégation religieuse, qui serait adaptée aux défis de l'époque. C'est ainsi qu'en 1923, rejointe par des compagnes, Luiza lance une petite communauté à Santarém.
Après avoir effectué un pèlerinage à Fátima, Luiza Andaluz fonde une maison, destinée à la mission, près du sanctuaire. En 1939, elle donne à ses sœurs le nom de Servantes de Notre-Dame de Fatima, et la même année, la congrégation reçoit sa première approbation canonique. Dès lors les maisons se multiplient au Portugal et Luiza devient la supérieure générale en 1953. En 1972, une première communauté s'implante au Mozambique. Mère Luiza mourut le 20 août 1973 à l'âge de 96 ans.

## Béatification
La cause pour la béatification de Luiza Andaluz s'est ouverte en 1997 à Lisbonne. L'enquête diocésaine clôturée, celle-ci a été envoyée à Rome en juillet 2000 pour y être examinée par la Congrégation pour les causes des saints.
Le 19 décembre 2017, le pape François a reconnu l'héroïcité de ses vertus, lui attribuant ainsi le titre de vénérable.